# Брикебек
Брикебек (фр. Bricquebec) насеље је и општина у северној Француској у региону Доња Нормандија, у департману Манш која припада префектури Шербур-Октевил.
По подацима из 2011. године у општини је живело 4260 становника, а густина насељености је износила 130,43 становника/km². Општина се простире на површини од 32,66 km². Налази се на средњој надморској висини од 52 метара.

## Демографија
| 1962. | 1968. | 1975. | 1982. | 1990. | 1999. | 2011. |
| ----- | ----- | ----- | ----- | ----- | ----- | ----- |
| 2.873 | 3.063 | 3.142 | 3.724 | 4.363 | 4.360 | 4.260 |

График промене броја становника у току последњих година

## Партнерски градови
- Сремски Карловци
- Лахендорф